# Gai Quinti Claudus
Gai o Cesó Quinti Claudus (en llatí: Gaius o Kaeso Quinctius Claudus) va ser un magistrat romà del segle iii aC. Formava part de la gens Quíntia, una gens romana d'origen patrici.
Va ser elegit cònsol juntament amb Luci Genuci Clepsina l'any 271 aC. Només es coneix perquè apareix als Fasti, però no se saben les seves activitats.